# 堅部人主
堅部 人主（かたしべ/ かたそべ/ かたべ の ひとぬし、生没年不詳）は、奈良時代の官人。氏は竪部（たてべ）ともされる。姓は使主。官位は外従五位上・讃岐介。

## 出自
竪部氏（竪部使主）は高句麗系渡来氏族で、建築技術者を組織した職業部の一つか。

## 経歴
左大史を経て、天平神護3年（767年）外従五位下に叙せられる。神護景雲3年（769年）修理次官を兼ね、称徳朝末の神護景雲4（770年）備後介として地方官に遷る。
またこの間、神護景雲3年（769年）11月に新羅使・金初正が対馬経由で来朝して大宰府に滞在していたが、正式な使節ではなく在唐の遣唐大使・藤原河清の書信進上（を名目とした日本の情勢確認か）であった。そこで翌神護景雲4年（770年）3月に人主が大宰府に派遣されて使節に対して以下内容を新羅国王（恵恭王）に伝えるように通告を行っている。
- 以前の使節・金貞巻（天平宝字4年〔760年〕来朝）が帰国する際に仰せつけた（使節派遣の）方法について全く回答がなく、今回また勝手に私事で来朝した。そのため、今回は賓客として礼遇しない。
- 今後は以前仰せつけた方法に則るように。問題を処理可能な正式な使節を派遣させるなら常例のごとく待遇する。
- ただし、唐の情勢報告および在唐の日本の使節・藤原河清の書信を進上した労を褒め、大宰府に安全に滞在させ饗宴を開催する。

光仁朝の宝亀3年（771年）大外記に任ぜられる。その後、宝亀8年（777年）備前介、宝亀9年（778年）外従五位上・讃岐介に叙任されるなど、光仁朝末にかけて再び地方官を務めた。

## 官歴
『続日本紀』による。
- 時期不詳：正六位上。左大史
- 天平神護3年（767年） 正月18日：外従五位下
- 神護景雲3年（769年） 6月24日：兼修理次官
- 神護景雲4（770年） 6月3日：備後介
- 宝亀3年（771年） 11月1日：大外記
- 宝亀8年（777年） 正月25日：備前介
- 宝亀9年（778年） 正月16日：外従五位上。2月4日：讃岐介